# Schlacht um Tai’erzhuang
1937–1939

Marco-Polo-Brücke – Peking-Tianjin – Chahar – Shanghai (Sihang-Lagerhaus) – Peking-Hankou-Eisenbahn – Tianjin-Pukou-Eisenbahn – Taiyuan (Pingxingguan, Xinkou) – Nanking – Xuzhou (Tai’erzhuang) – Henan – Lanfeng – Amoy – Überflutung des Gelben Flusses – Wuhan (Wanjialing) – Canton – Hainan – Nanchang – (Xiushui) – Chongqing – Suixian-Zaoyang – (Shantou) – Changsha (1939) – Süd-Guangxi – Winteroffensive (Kunlun-Pass) – (Wuyuan)
1940–1942

Zaoyang-Yichang – Hundert Regimenter – Zentral-Hubei – Süd-Henan – West-Hebei – Shanggao – Shanxi – Changsha (1941) – Changsha (1942) – Yunnan-Burma-Straße – Zhejiang-Jiangxi – Sichuan
1943–1945

West-Hubei – Nord-Burma und West-Yunnan – Changde – Ichi-gō – Henan – Changsha (1944) – Guilin–Liuzhou – West-Henan und Nord-Hubei – West-Hunan – Guangxi (1945) – Mandschukuo (1945)
Die Schlacht um Tai’erzhuang (chinesisch 臺兒莊會戰 / 台儿庄会战, Pinyin Tái’érzhūang huìzhàn) fand vom 24. März bis zum 7. April 1938 statt und war eine Schlacht des Zweiten Japanisch-Chinesischen Kriegs zwischen Armeen der chinesischen Kuomintang und Japan. Die Japaner unter dem Oberbefehl von General Hisaichi Terauchi planten den Vormarsch auf Xuzhou und die Einnahme dieser strategisch wichtigen Stadt. Den Chinesen unter Führung der Generale Li Zongren und Bai Chongxi gelang es jedoch, die Japaner bei Tai’erzhuang zum Rückzug zu zwingen. Einige Historiker betrachten die Schlacht als Teil der nachfolgenden Schlacht um Xuzhou (Mai 1938).

## Vorgeschichte
Der nationalchinesische Präsident Chiang Kai-shek rief zum entschlossenen Widerstand gegen die japanische Invasion in Zentralchina auf. Die von den Japanern bedrohte Stadt Xuzhou war ein Knotenpunkt der Jinpu- und Longhai-Eisenbahnlinie, zudem befand sich dort das Hauptquartier der 5. Militär-Bezirks der KMT. Der bedrohte 5. Militärbezirk wurde im Norden vom Gelben Fluss, im Süden vom Jangtse und im Osten vom Gelben Meer begrenzt. Das Gebiet umfasste die gesamte Provinz Shandong sowie Teile der Provinzen Anhui und Jiangsu. Der Oberbefehlshaber des 5. Militärbezirks war General Li Zongren (Li Tsung-jen) und seine stellvertretenden Kommandeure waren Li Pinxian und Han Fuju, wobei letzterer auch Militärgouverneur von Shandong war. 

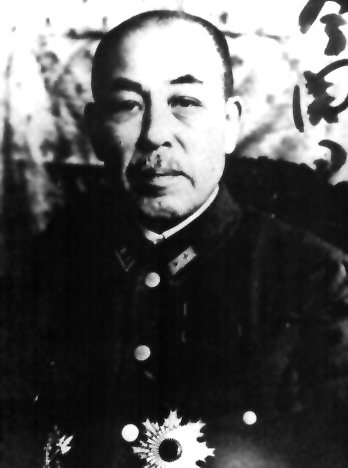
Generalleutnant Isogai Rensuke

Von den drei japanischen Divisionen, die Anfang Januar 1938 in das Gebiet des 5. Militärbezirks eindrangen, war die 10. Division (Generalleutnant Rensuke Isogai) die erfolgreichste. Von Hebei aus überquerte diese Division den Gelben Fluss und rückte entlang der Jinpu-Eisenbahn nach Süden vor. Um die Stärke seiner Streitkräfte zu bewahren, missachtete der chinesische Militärgouverneur Han Fuju den direkten Befehl Chiangs, den nördlichen Teil der Jinpu-Bahnlinie gegen die Japaner zu verteidigen. Er zog seine Streitkräfte vorzeitig nach Westen zurück, ohne auch nur zu versuchen, die Japaner anzugreifen. Han verließ seine Armee am 6. Januar und floh nach Kaifeng, wurde dort am 11. verhaftet und nach Wuchang gebracht, wo er nach einem Kriegsgericht am 24. Januar 1938 hingerichtet wurde. Das Verhalten Han Fujus eröffnete eine große Lücke in der nördlichen Region des 5. Militärbezirks und ermöglichte es der japanischen 10. Division, Zhoucun zu erobern. In weniger als einer Woche hatten sie auch Tai’an besetzt und rückten in zwei Kolonnen weiter nach Süden vor. Die westliche Kolonne rückte entlang der Jinpu-Eisenbahnlinie nach Südwesten vor und eroberte Yanzhou, Zouxian und Jining (am 27. Januar), bevor sie zur Eroberung von Wenshang nach Nordwesten schwenkte. Die östliche Kolonne marschierte nach Mengyin, bevor sie sich wieder nach Westen wandte, um auch Sishui (Surabaya) zu besetzen. 
Chiang Kai-shek versammelte in der Provinz Jiangsu und im Raum Xuzhou bis Mitte Februar 29 Divisionen mit etwa 288.000 Mann, um dem weiteren japanischen Vormarsch nach Süden zu stoppen. Er befahl seinem Militärbefehlshaber Li Zongren, offensive Verteidigungskämpfe zu führen. Er sollte dabei auch aktiv angreifen, anstatt nur passiv zu verteidigen. Die 22. Armeegruppe unter Sun Zhen sollte Zouxian von Süden her anzugreifen, während die 40. Division unter Pang Bingxun entlang der linken Flanke des 22. nach Norden vorrückte, um Mengyin und Sishui anzugreifen. Die 3. Armeegruppe unter General Sun Tongxuan rückte ebenfalls aus dem Süden vor und startete in Richtung Jining einen Doppelangriff gegen die Japaner. Insbesondere die Kämpfe des 12. Korps vom 12. bis 25. Februar trugen dazu bei, das angeschlagene Ansehen der chinesischen Waffen wieder herzustellen.

### Kampf um Tengxian

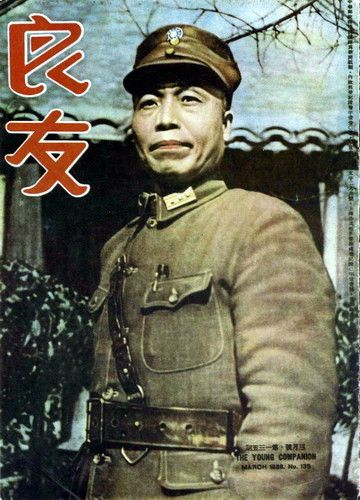
Li Zongren, Oberbefehlshaber des 5. Militär-Bezirks

Die Japaner mussten aufgrund dieser Gegenangriffe einige strategische Änderungen vornehmen: Sie mussten ihren ursprünglichen Plan aufgeben, direkt von Nanjing nach Wuhan im Westen vorzurücken. Xuzhou, eine alte Stadt, war der Verkehrsknotenpunkt, der die vier Provinzen Jiangsu, Shandong, Henan und Anhui miteinander verband, hier kreuzten sich die Eisenbahnlinie nach Longhai und Jinpu. Der Kaiserkanal verlief östlich der Stadt, diese alte Wasserstraße verband den Gelben Fluss mit dem Yangtze. Xuzhou (alter Name Pengchang) war eine Wiege der Han-Kultur und von entscheidender militärischer Bedeutung, in deren Umgebung im Laufe von 4000 Jahren mehr als 200 Kriege geführt wurden. Die Eroberung von Xuzhou hätte den Japanern ermöglicht, über die Longhai-Eisenbahn weiter nach Westen auf Zhengzhou anzugreifen und von dort über die Pinghan-Eisenbahn nach Süden auf Wuhan vorzustoßen.

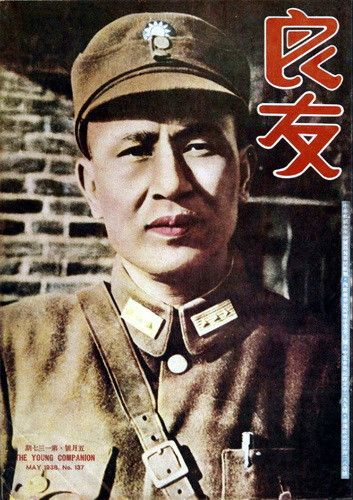
General Bai Chongxi, Chef des chinesischen Generalstabes

Die japanischen Angriffe wurden in der ersten Märzhälfte auch bei Linyi fortgesetzt. Hier versuchte die 5. Division unter Generalleutnant Itagaki Seishirō nach Süden vorzudringen, wurde aber durch chinesische Gegenangriffe gestoppt. Das am Vormarschweg der 10. Division liegende Tai’erzhuang lag am Ostufer des Kaiserkanals, eine frontnahe Garnisonsstadt nordöstlich von Xuzhou (Hsüchow). Der Name stand auch für eine lokale Bahnverbindung nach Lincheng.
Die 10. Division (etwa 10.000 Mann, 20 Geschütze) stieß am 14. März in der Nähe von Tengxian mit der 125. und 127. chinesischen Division zusammen. Die chinesischen Einheiten waren unterbesetzt und bereits erschöpft. Der Oberbefehlshaber Li Zongren musste neue Truppen heranholen, um die Verteidigungsfront bei Tengxian, 75 Meilen nördlich der Stadt Xuzhou, zu verstärken. Eilig herangeführte Soldaten der chinesischen 122. Division, unterstützt von der 364. Brigade, konnten in Tengxian aushalten; Hilfstruppen der 85. Armee befanden sich im Anmarsch. General Wang Mingzhang, Kommandeur des 41. Korps und Verteidiger von Tengxian, befahl auszuhalten, um die Verstärkungen Zeit für den Anmarsch zu verschaffen. Die Chinesen stärkten ihre Reihen, indem sie damit begannen, fast 1.000 Polizisten, Milizsoldaten und andere arbeitsfähige Männer aus der Region für den Kampf einzureihen. Wang Mingzhang, der bei den Kämpfen fiel, befahl noch, das Nord- und Südtor der Stadt zu verschließen und alle Vorräte in die Stadt zu bringen, um sich auf eine Belagerung vorzubereiten. 
Am Morgen des 16. März begann der japanische Angriff: Um 8:00 Uhr wurden 12 Gebirgsgeschütze in Stellung gebracht, um Tengxian zu bombardieren. Um 10:30 Uhr konzentrierte sich die japanische Artillerie gegen die südöstliche Ecke der Stadtmauer, die Mauer zerbröckelte schnell. 60 Japaner, stürmten, von Maschinengewehren gedeckt, durch die Lücke in die Stadt, wurden jedoch von einem Hinterhalt chinesischer Soldaten dezimiert. Am frühen Nachmittag um 14:00 konzentrierte die japanische Artillerie das Feuer auf die Stadtmauer in der nordöstlichen Ecke der Stadt, wodurch die alternde Mauer ebenfalls niedergerissen wurde und die Infanterie vorrücken konnte. Wang Mingzhang befahl, die Eisenbahnbrücke in die Luft zu sprengen, und rief ein Sonderbataillon des 41. Korps aus Lincheng und die 364. Brigade in die Stadt zurück. Jeweils ein Bataillon der 366. Brigade und der 398. Brigade machten sich auf den Weg nach Tengxian. Der Chef des 727. Regiments, Major Zhang Xuanwu, wurde zum Garnisonskommandeur für Tengxian ernannt. Das Osttor wurde um 17.00 Uhr von den Japanern gestürmt, aber um 20:00 Uhr von den Chinesen zurückerobert. Während der Nacht konnten sich 1.000 Mann des 370. und 372. chinesischen Bataillons als Verstärkung in die Stadt einschleusen. Tengxian fiel am 18. März in japanische Hände.

## Schlacht um Tai’erzhuang

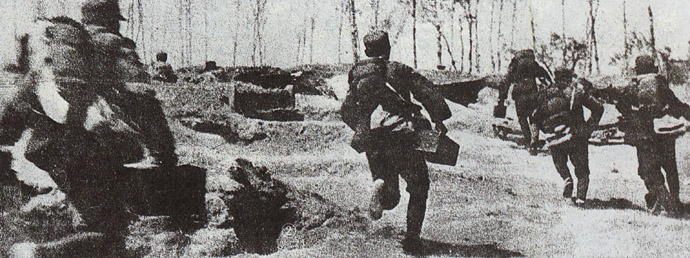
Chinesische Soldaten rücken auf japanische Stellungen bei Tai’erzhuang vor

Das befestigte Tai’erzhuang wurde von der 3. Armeegruppe unter General Sun Lianzhong zum nächsten Zentrum des Widerstands ausgewählt, weil auch hier eine strategische Kreuzung verlief, die neben einer Hauptstraße und Eisenbahnlinie auch die Wasserstraße des Kaiserkanals aufwies. Nach der Ankunft in Tai’erzhuang befestigte die chinesische 31. Division (Oberst Chih Feng-cheng) das Stadtgebiet. Im nördlichen Vorfeld bewachte von der 93. Brigade das 185. Regiment die Dörfer Beihuo und Nanluo im Norden sowie das 186. Regiment das Stadtzentrum. Bei der 91. Brigade grub sich das 181. Regiment am Bahnhof im Norden der Stadt ein, und das 182. patrouillierte am südlichen Ufer des Kaiserkanals.
Am 28. März untertunnelte eine kleine Gruppe japanischer Soldaten die Stadtmauern von Tai’erzhuang und versuchte in die Stadt zu kommen. Sie wurden jedoch von den chinesischen Verteidigern entdeckt und getötet. Viele Soldaten beider Seiten fielen bei kleineren Gefechten und Handgranatenscharmützeln. Die Japaner hatten die große Zahl der eingesetzten Milizen und vermeintlichen Bauern, die in die Tausende ging, unterschätzt, welche im Hinterland die Kommunikations- und Nachschubwege behinderten und sabotierten. Anschläge auf Eisenbahnstrecken gehörten ebenfalls zu ihren Sabotageakten.
Aufgrund des Mangels an Panzerabwehrwaffen wurden von den Chinesen auch Selbstmordangriffe gegen die japanischen Panzer eingesetzt. Dabei wurden einzelnen Soldaten Dynamit oder Granaten  angeschnallt, die dann auf die feindlichen japanische Panzer zustürmten und sich dabei selbst mit in die Luft sprengten. 
Nachdem sich die Hauptmacht der japanischen Brigade Sakamoto gegen Tai’erzhuang wandte, entspannte sich die Lage der chinesischen 20. Armee bei Linyi. Pang Bingxun und Zhang Zizhong hatten Berichte erhalten, wonach die dort eingesetzten Teile der japanischen 5. Division zurückgeschlagen worden seien, worauf das Kommando des 5. Militärbezirks die Verlegung der 139. Division des 59. Korps nach Tai’erzhuang anordnete. Die Vorhut der 20. Armee traf in der Nacht des 30. März in der Nähe von Ganlu ein und begann am 31. die japanischen Truppen östlich von Zhangshan anzugreifen, wobei sie Lanchengdian, Sanfolou und andere Orte besetzten konnte. General Tang Enbo wies der 4. und 89. Division die Stellungen vor Xiangcheng und Aiqu zu, um die Blockade zu vollenden.  
Am 31. März griff auch die chinesische 27. Division zusammen mit der unabhängigen 44. Brigade gegen Pizhuangzhen und andere umliegende Orte an, um die japanische Aufmerksamkeit von Tai’erzhuang abzulenken und die angreifenden japanischen Streitkräfte zu flankieren. Der Nachschub für die jetzt selbst eingeschlossenen japanischen Truppen, der ab Ende März aus der Luft erfolgen musste, reichte bald bei weitem nicht mehr aus, um einer dauerhaften Isolierung standzuhalten.
Am 5. April trafen zur Verstärkung weitere chinesische Truppen aus dem 1. Militär-Bezirk in Xuzhou ein, wodurch die allgemeine Moral drastisch erhöht wurde. In der Nacht griffen frische chinesische Truppen die japanische Stellungen an, wobei eine Gruppe in Richtung Nordosten und Südosten der Stadt umfasste, eine zweite Gruppe in Richtung Dishiqiao und Liujiahu, eine dritte in Richtung Hongshan und Lanling und die Hauptgruppe gegen Tai’erzhuang angriff. 
Am 6. April begannen die eingeschlossenen Japaner ab 15:30 Uhr sich aus Tai’erzhuang zurückzuziehen. Wertvolle Munition und schweres Gerät konnte nicht mehr selbst zerstört werden, sodass die Chinesen einige der Panzerwagen für die spätere Verwendung erbeuten und reparieren konnten. Als Li Zongren am 7. April den japanischen Rückzug erkannte, befahl er um 13:00 Uhr die Verfolgung ostwärts nach Liujiahu und südwärts auf Pengjialou aufzunehmen. Wohl auch um die eigenen Kräfte zu schonen, setzten die Chinesen den Japanern aber nicht energisch nach, ein strategischer Fehler, der sich bald in der folgenden Schlacht um Xuzhou erweisen sollte.

## Ausgang
Trotz der Siegesfeiern in Hankou und anderen chinesischen Städten bestritten die Japaner tagelang die Niederlage. Entsprechende weltweit erscheinende Zeitungsberichte wurden zunächst heruntergespielt, lösten schließlich aber Mitte April in Tokio eine Kabinettskrise aus.
Der Erfolg in Tai’erzhuang war der erste große Sieg der nationalchinesischen Koalition und gleichzeitig das Ende vom Mythos der japanischen Unbesiegbarkeit, was auf die Kampfmoral beider Seiten großen Einfluss gehabt haben dürfte. Prinz Higashikuni Naruhiko wurde am 30. April zum neuen Kommandeur der japanischen 2. Armee ernannt und folgte General Nishio Toshizō nach, dessen Truppen bei Tai’erzhuang nicht die geplanten Angriffsziele erreicht hatten. 
1986 verfilmten die beiden chinesischen Regisseure Yang Guangyuan und Zhai Junjie die Schlacht in dem gleichnamigen Dokumentarepos.
Seit 2006 steht die Ehemalige Stätte der Schlacht um Tai’erzhuang (chinesisch 臺兒莊大戰舊址 / 台儿庄大战旧址, Pinyin Tái’érzhūang dàzhàn jiùzhǐ) in der Stadt Zaozhuang auf der Liste der Denkmäler der Volksrepublik China (6–981).